# Código Clarendon
Código Clarendon es el nombre que se le dio a cuatro leyes aprobadas entre 1661 y 1665 por el primer Parlamento con mayoría anglicana del reinado de Carlos II de Inglaterra. Recibió esa denominación por haber sido promovido por Edward Hyde, primer conde de Clarendon y secretario regio desde 1660 hasta 1667.
Las leyes que componen el Código Clarendon fueron sancionadas para afianzar el poder de la Iglesia anglicana sobre los inconformistas puritanos, que habían dominado anteriormente la vida política.
Las leyes que constituyeron el Código Clarendon fueron:
1. Corporation Act, sancionada en 1661, se establecía que todos los funcionarios municipales estaban obligados a jurar fidelidad a la Iglesia anglicana y a tomar los sacramentos correspondientes. También se exigía la renuncia al presbiterianismo , y se declaraba ilegal levantarse en armas contra el rey.
2. Act of Uniformity, sancionada en 1662, se establecía la obligatoriedad del uso del Libro de la Oración Común en todos los lugares públicos de oración, y decretaba la expulsión de todos los ministros de la Iglesia que no se hubieran ordenado conforme a la Iglesia anglicana.
3. Conventicle Act, sancionada en 1664, en la que se establecía que estaba limitada a cuatro personas el número máximo de fieles que podían reunirse para celebrar cultos no anglicanos.
4. Five-Mile Act, sancionada en 1665, en la que se prohibía a los ministros expulsados del clero aproximarse a menos de 5 millas (8 kilómetros) a las ciudades incorporadas a sus antiguas parroquias.